# Medina (Ohio)
Medina – miasto w Stanach Zjednoczonych, w północnej części stanu Ohio, leżące około 50 km od Cleveland, siedziba władz hrabstwa o tej samej nazwie.
Liczba mieszkańców w 2000 roku wynosiła 24 768.